# Мистецтво кіно
Мистецтво кіно — радянський український щорічний республіканський міжвідомчий науковий збірник. 

## Історія та опис
Заснований у 1979 році Київським інститутом театрального мистецтва та Міністерством культури УРСР, виходив українською мовою до 1986 року (всього — 7 випусків). 
Розповсюджувався невеликим тиражем на території УРСР. Основна тематика: український та світовий кінематограф; фільми, персоналії, огляди, рецензії, кіноосвіта тощо. 
Головний редактор — Б. Буряк. Висвітлював питання теорії кіно, роль кіно в системі тогочасної культури, проблеми творчої майстерності в галузі кіномистецтва тощо.